# Eilema nivea
Eilema nivea là một loài bướm đêm thuộc phân họ Arctiinae, họ Erebidae.